# Tjuvahålan

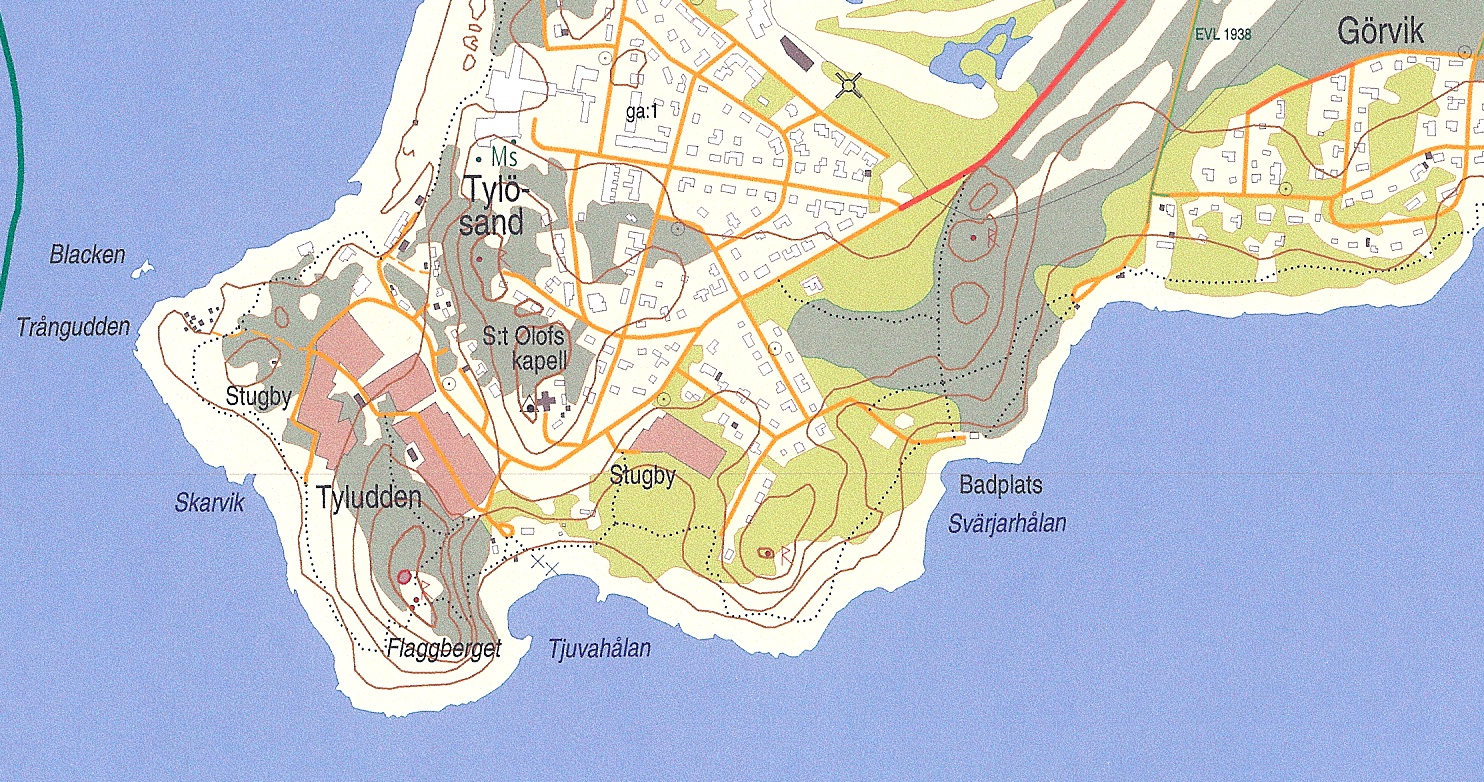
Karta över Tjuvahålan och dess omgivningar.

Tjuvahålan  är en havsvik och en sandstrand i Halmstad kommun i Halland. Även området ovanför viken där Tyluddens fritidsby (sommarstugorna) nu ligger brukar refereras ibland till som Tjuvahålan. Viken kallas Tjuvahålan för att den förr varit tillhåll för sjörövare och smugglare. 

## Geografi
Tjuvahålan ligger öster om Tyludden och söder om Tylösand. På Tyluddens sydspets är Flaggberget beläget. Mellan Flaggberget (tidigare kallat för Tjuvahålsberget) och en höjd som kallas Svärjareberget (tidigare kallat Helvetesberget) ligger havsviken Tjuvahålan. 
Området kring Tjuvahålan och Tyludden är både bergigt och kuperat med flera trädbevuxna kullar. Viken ligger skyddad i en dalgångsliknande formation. Vegetationen består mest av blandad lövskog men även en del tall förekommer. Vid viken ligger en popuär sandstrand.

## Historia

### Pirater och smugglare

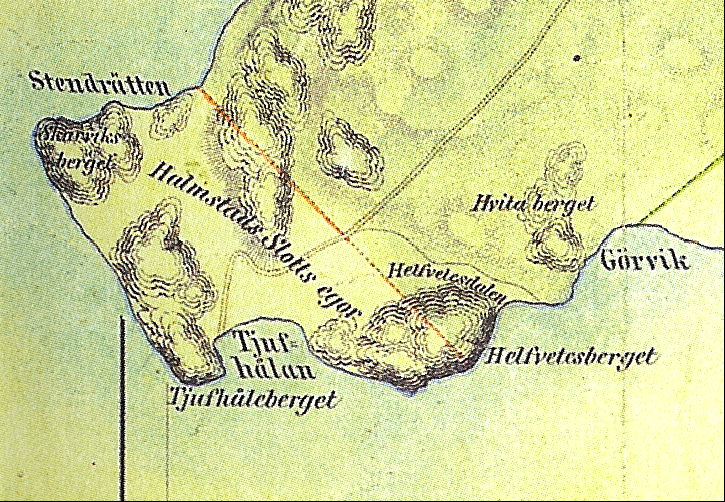
Gustaf Liunggrens karta över Tjuvahålan från år 1855.

Då Tjuvahålan ”ligger i lä” nedanför Flaggberget och Svärjareberget så är viken väl skyddad från insyn från fartyg ute till havs. Detta gjorde viken populär bland både pirater och smugglare, då det var enkelt att gömma sig i viken. Dessutom så kunde man placera ut spejare på bergen för att speja på förbipasserande fartyg som var lämpliga att kapa. Då området dessutom var obebott och saknade duglig vägförbindelse med närliggande bebyggelse så var stället än mer attraktivt för denna typ av laglös verksamhet. 
Under medeltiden var Tjuvahålan en del av gården Knebildstorp och ägdes av den äldre Sturesläkten. Under 1400-talet ägdes gården av Katarina Svensdotter Sture. Hennes far, Sven Nilsson Sture var en framgångsrik sjörövare. Det är möjligt att han använde Tjuvahålan för sina kaperier mot Hansan. Under senare tid blev viken tillhåll för yrkessmugglare och andra skojare. Till slut tröttnade myndigheterna och etablerade en kustpostering i viken på 1870-talet och den laglösa verksamheten upphörde.

### Tullverket skärper bevakningen

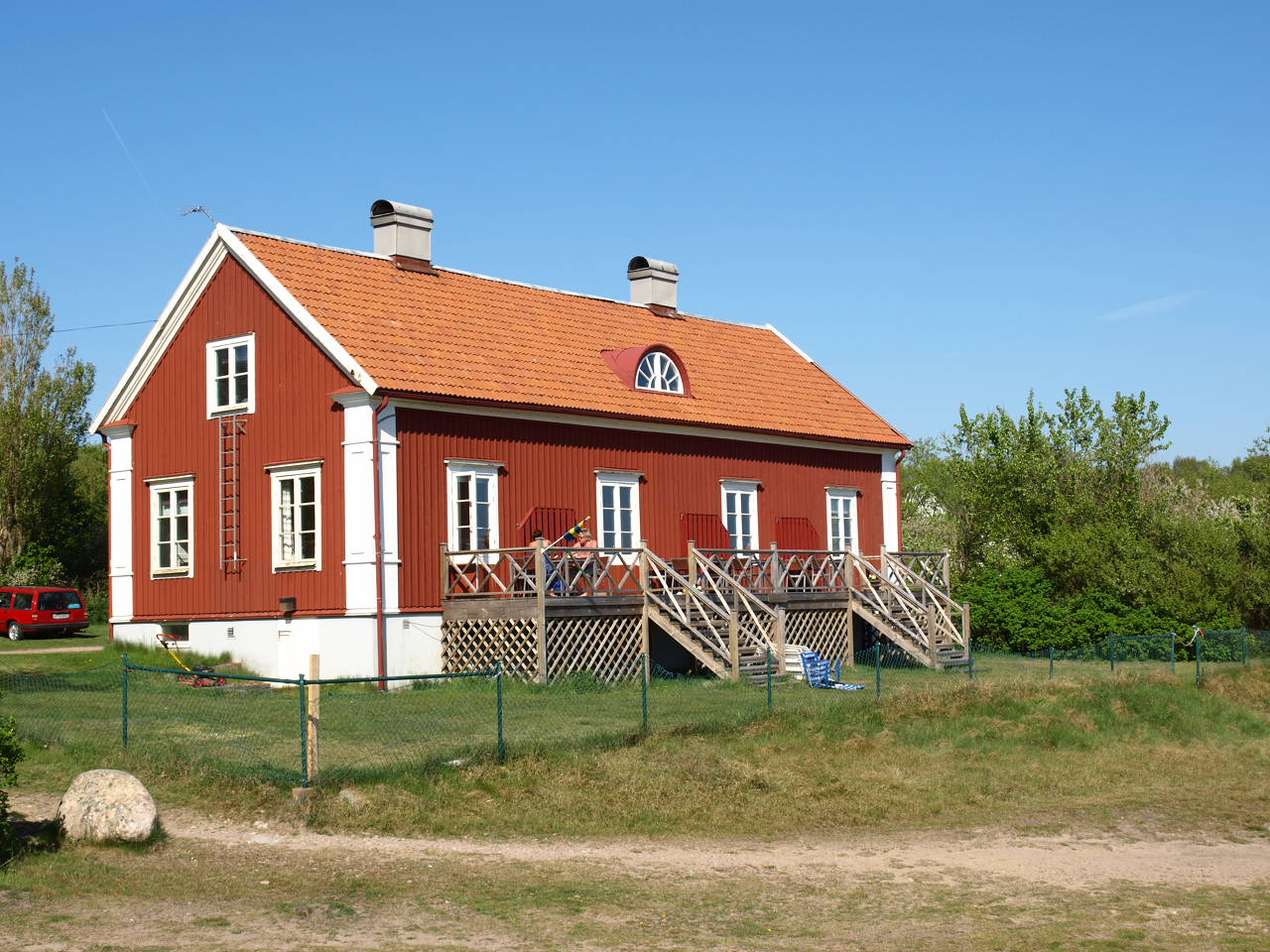
Den gamla tullstationen i Tjuvahålan

När tullverket på 1870-talet uppförde en kustpostering i Tjuvahålan med tre kustuppsyningsmän upphörde smugglingen. Några av kustbevakarna byggde hus här i slutet av 1800-talet och fortfarande finns ett grönmålat hus bevarat. Tullverket byggde ny anläggning som var färdig 1929. Under andra världskriget byggdes kanonvärn på Flaggberget. Kustbevakningen lade ner verksamheten i mitten av 1950-talet och byggnaderna blev semesterhem för tullverkets personal.

### Carlsberg och Tjuvahålans pensionat
År 1853 fick kustridare Carl Martin Meuller arrendera 10 hektar äng och odlingsbar mark vid Tjuvahålan och Tyludden av Halmstads slott som ägde marken vid den tiden. Där lät han år 1855 uppföra kustridargården Carlsberg. Meuller tjänstgjorde vid kustbevakningen och bevakade ett område från Laxvik i söder till Ringenäs i norr. När han dog på 1870-talet så tog hans son Carl-Birger som var kustroddare över gården tillsammans med hustrun Josefina Petronella.
När Josefina Petronella dog i början av 1920-talet såldes gården till Halmstad stad, som byggde om Carlsberg till ett elegant pensionat med 16 rum för uthyrning och garage för fyra bilar. Pensionatet invigdes 30 maj 1924 och hade då tagits över av Tylösands Havsbad (Hotel Tylösand). Pensionatet blev känt vida omkring.
År 1956 blev pensionatet flyktingförläggning för flyktingar efter Ungernrevolten. Sedan blev pensionatet dansrestaurang och hyrdes ut som diskotek till Halmstads stad. När byggnaderna stått tomma några år så revs byggnaderna i början av 1970-talet. I dag ligger det en parkering där pensionatet en gång låg.

### Färjetrafik, badgäster och Tältstaden
År 1890 restes förslag i Halmstadspressen om att anlägga en badanstalt i Tjuvahålan sedan kallbadhuset i Halmstad skadats svårt av höststormarna. En del av förslaget var att bygga en järnväg mellan Halmstad och Tjuvahålan. Förslaget genomfördes aldrig. År 1912 togs badortsfrågan åter upp på nytt, nu av Hantverks- och Industriföreningen. Tanken var att tjäna pengar på den spirande turismen. Båstad, Malen och Mölle var redan etablerade turistorter som användes som förebild.
Det hela utmynnade i att skeppsredare Anders Svensson köpte in motorbåten ”Max” med syfte att skjutsa badsugna turister till Tylösand från Halmstad. Båttrafiken startade vid midsommartid 1913 och färjan lade till vid Tylön, Tyludden och skollovskolonin i Svärjarehålan, nuvarande handikappsbadet. I slutet av 1910-talet började man att lägga till även i Tjuvahålan. På 1920-talet utökades trafiken med fler båtar. Färjetrafiken upphörde 1929 sedan vägen ifrån Halmstad förbättrats. Nu kunde man åka både bil och buss till stränderna kring Tylösand.
I början av 1920-talet började ungdomar från Halmstad att slå upp tält i Tjuvahålan. Till en början så tältade man nere i viken, men senare när tullverket byggde ut verksamheten så flyttades tälten upp en bit till en äng strax ovanför viken. Området fick snabbt smeknamnet ”tältstaden”. I början så handlade det om oorganiserad ”vild camping”, men 1925 styrdes verksamheten upp och Tylösands havsbad började ta ut ett arrende på 25 kronor per tältplats och år. Dessutom fick tältarna tillgång till vatten. Med tiden så blev tälten allt mer ombonade och så småningom byttes tältduken ut mot masonit.

### Tjuvahålan i dag
Allt efter hand som åren gick så förbättrades de enkla masonitstugorna bit för bit och i dag finns det av 303 stugor på vardera 24 kvadratmeter förutom altan, samt 52 stugor om 30 kvadratmeter med sovloft vid Rhododendronparken. De flesta är vita och ser i stort sett likadana ut. Samtliga stugor har i dag rinnande vatten och avlopp, elektricitet och telefon. Stugorna är i dag mycket attraktiva och kan betinga ett pris på en miljon kronor eller mer. Av skattetekniska skäl ägs stugorna av en stugägarförening (ekonomisk förening) kallad Tyluddens fritidsby, och stugägarna äger var sin andel i föreningen (en andel per stuga). 
Carlsberg och pensionatet är sedan länge borta och tullstationen är nerlagd. Men tullverkets byggnader används fortfarande som sommarbostad för tullverkets personal som kan hyra rum där. Stranden är fortfarande populär, särskilt bland personer som vill ha det lite lugnare än på stora stranden i Tylösand. Även sportdykarna har hittat till Tjuvahålan. Det som en gång var en vindpinad ödemark och tillhåll för smugglare och pirater är i dag ett attraktivt semesterparadis.

### Rhododendronparken
Vid Tjuvahålan anlades en park 1933 i en tid då arbetslösheten var hög. Ett läger med 30 arbetslösa ungdomar upprättades där i dalen som då var sumpig och vildvuxen. Parken anlades och nu växer höga rhododendronbuskar med rik blomning i maj–juni. I parken finns en labyrint av stiger kring buskar och våtmarker. En minnessten är rest. Här vid parken och Tjuvahålan passerar Prins Bertils stig.

### Knölvalen
Den 22 augusti 2008 observerades en knölval i Tjuvahålan av flera personer. Bland annat två sportdykare observerade valen, först ovan vattenytan, och senare under vattnet då den visade sin vita fläck på magen för dem. Längden uppskattades till ca 4–5 meter vilket tyder på att det var en ung val. Valen var allt av döma på jakt efter sill, och cirkulerade runt i vattnet i ca 300–400 meter vida cirklar. Valen var synlig i ungefär en timme innan den fortsatte norr ut och observerades på morgonen där på vid Olofsbo utanför Falkenberg. Observationer av knölval i svenska vatten är ovanliga.

## Bilder

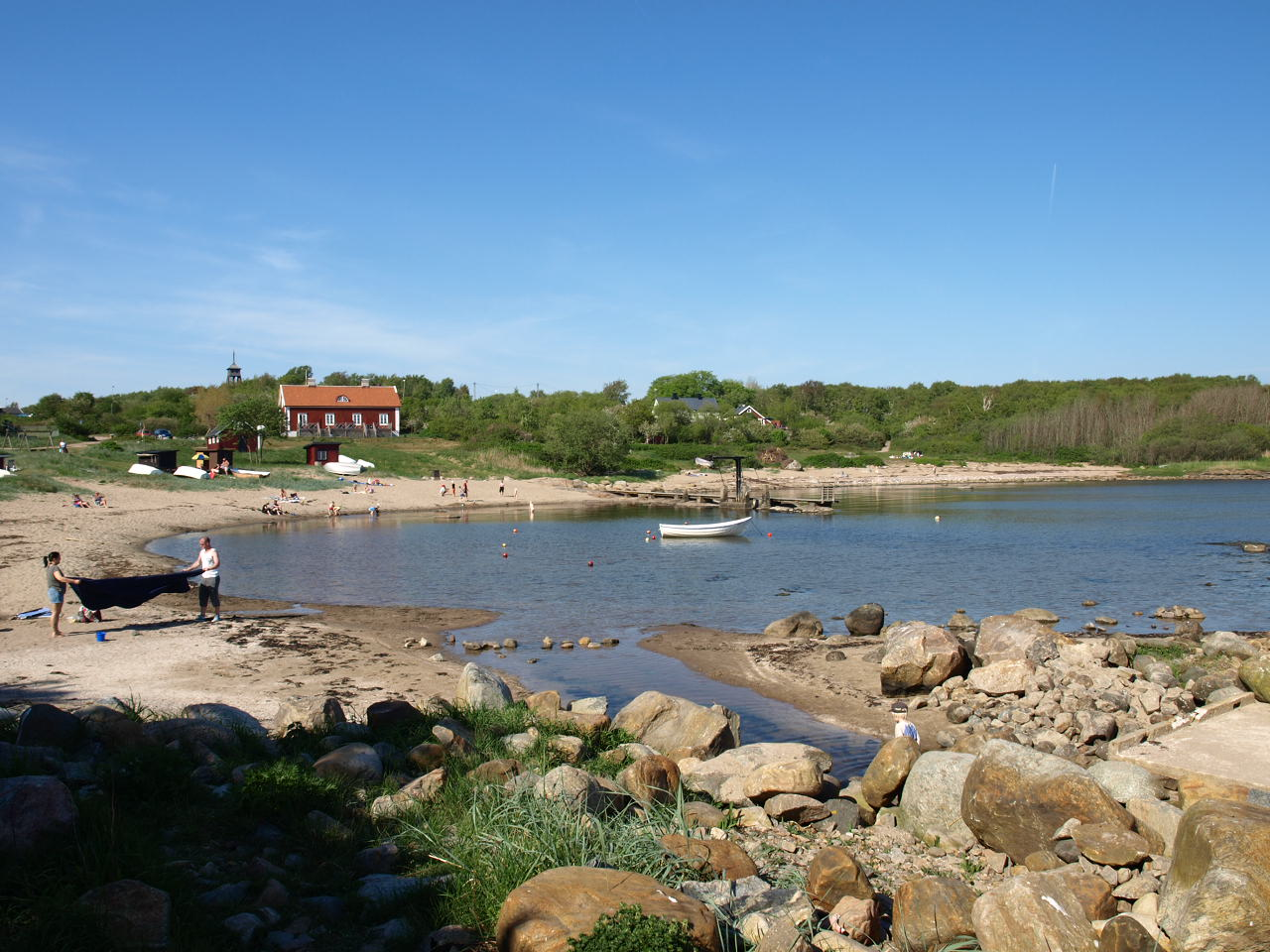
Översiktsbild över Tjuvahålan.
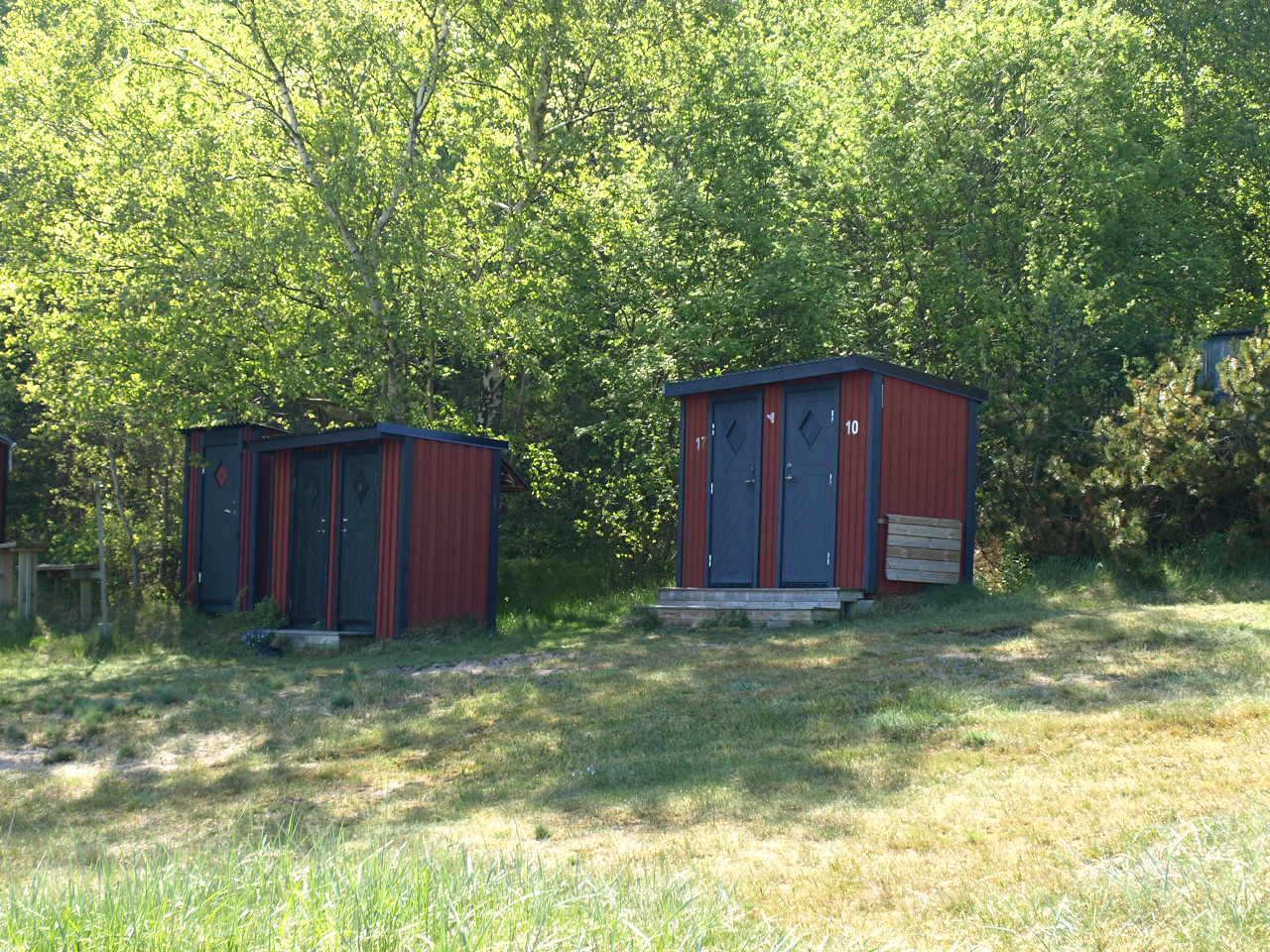
Badhytter.
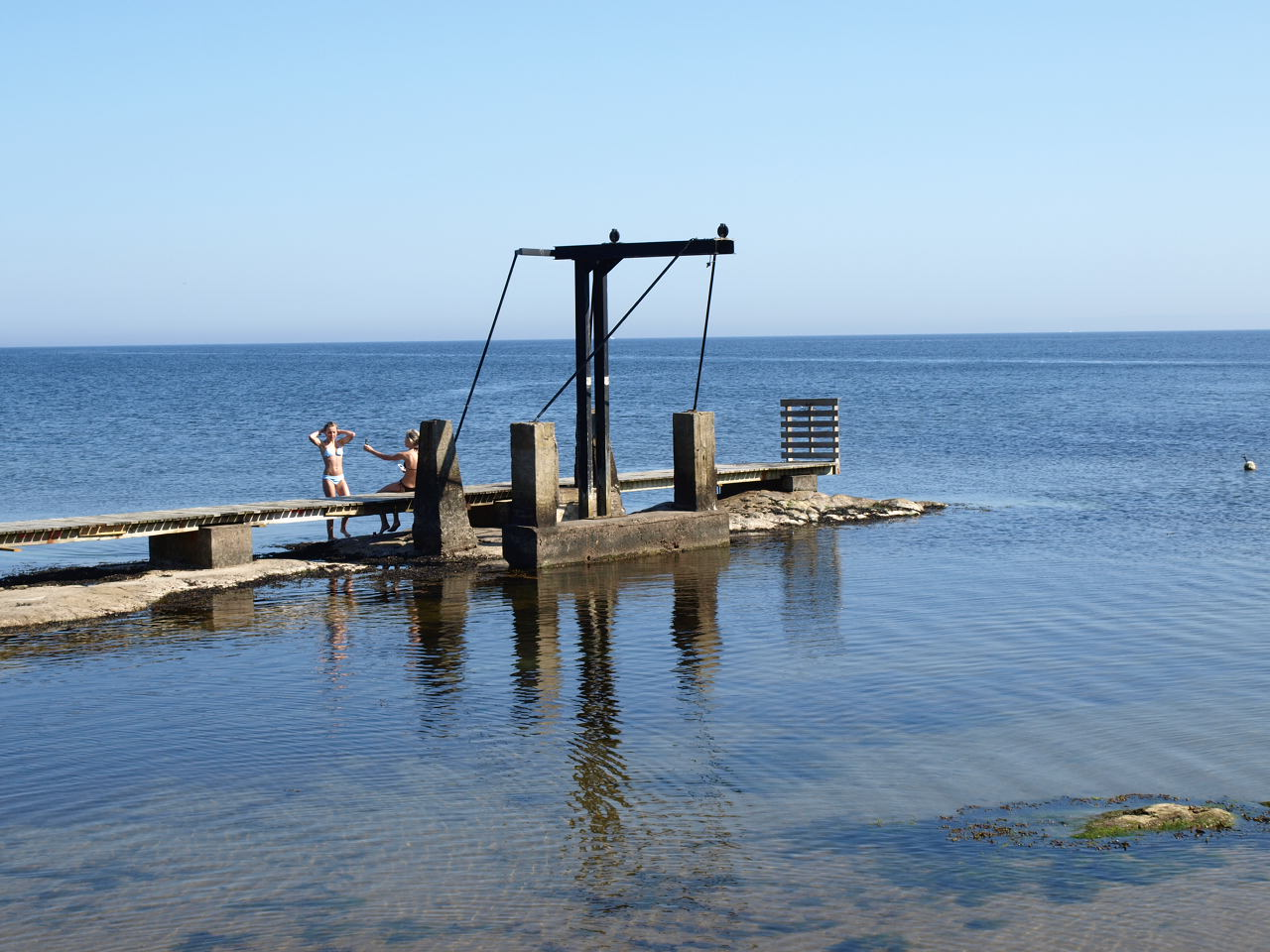
Båt och badbryggan.
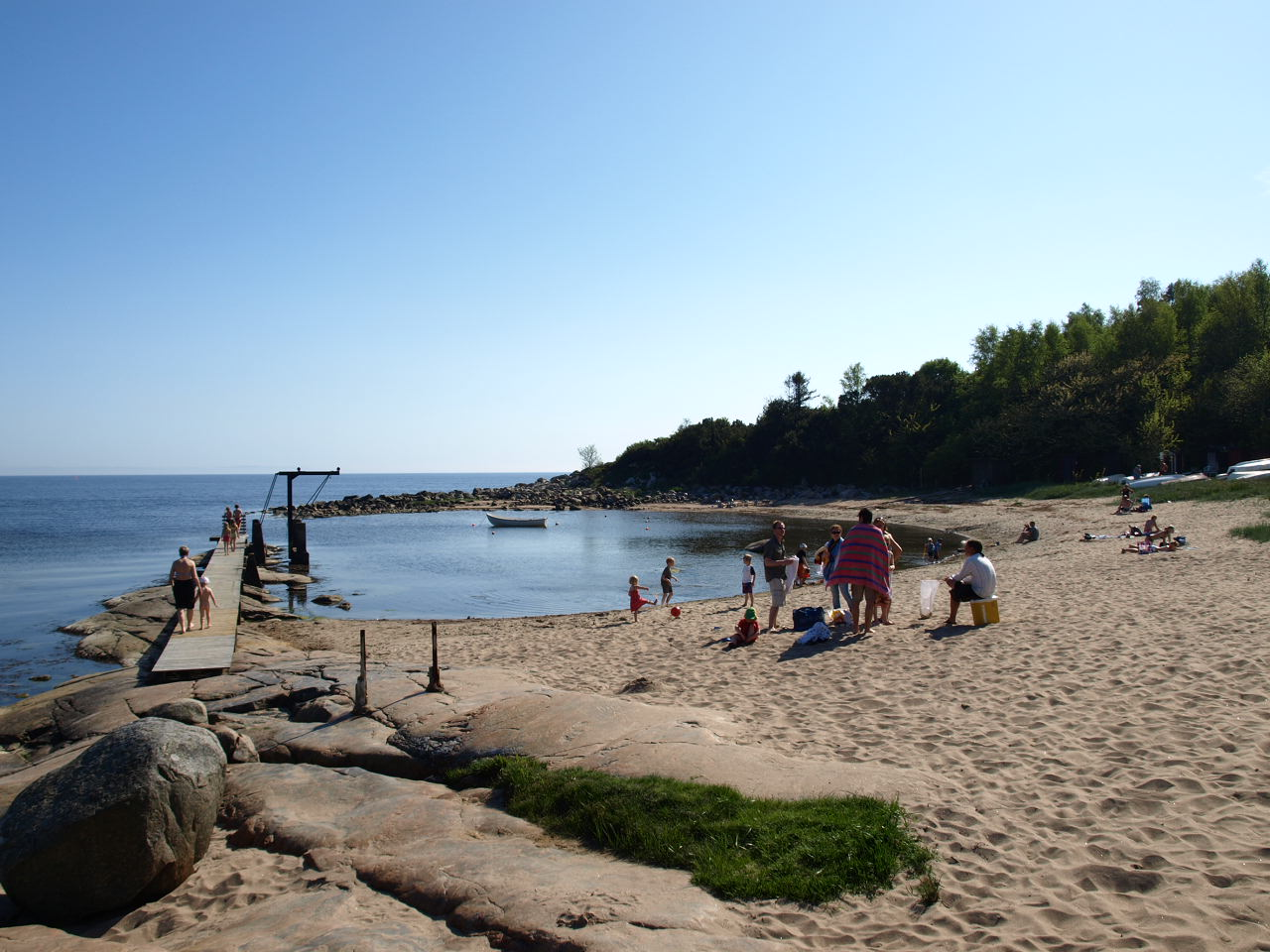
Vy över stranden. Flaggberget skymtar till höger.
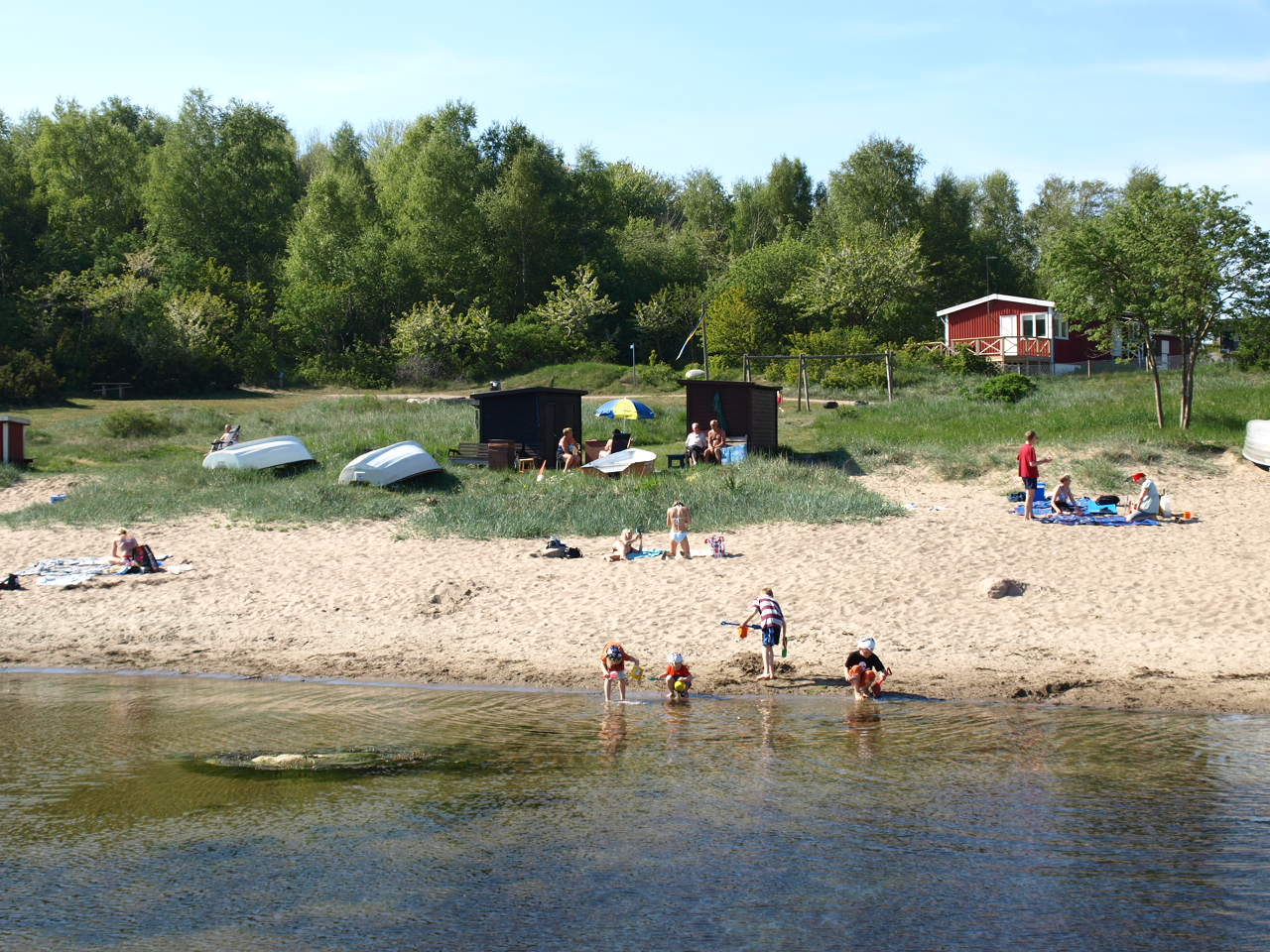
Badgäster på stranden.
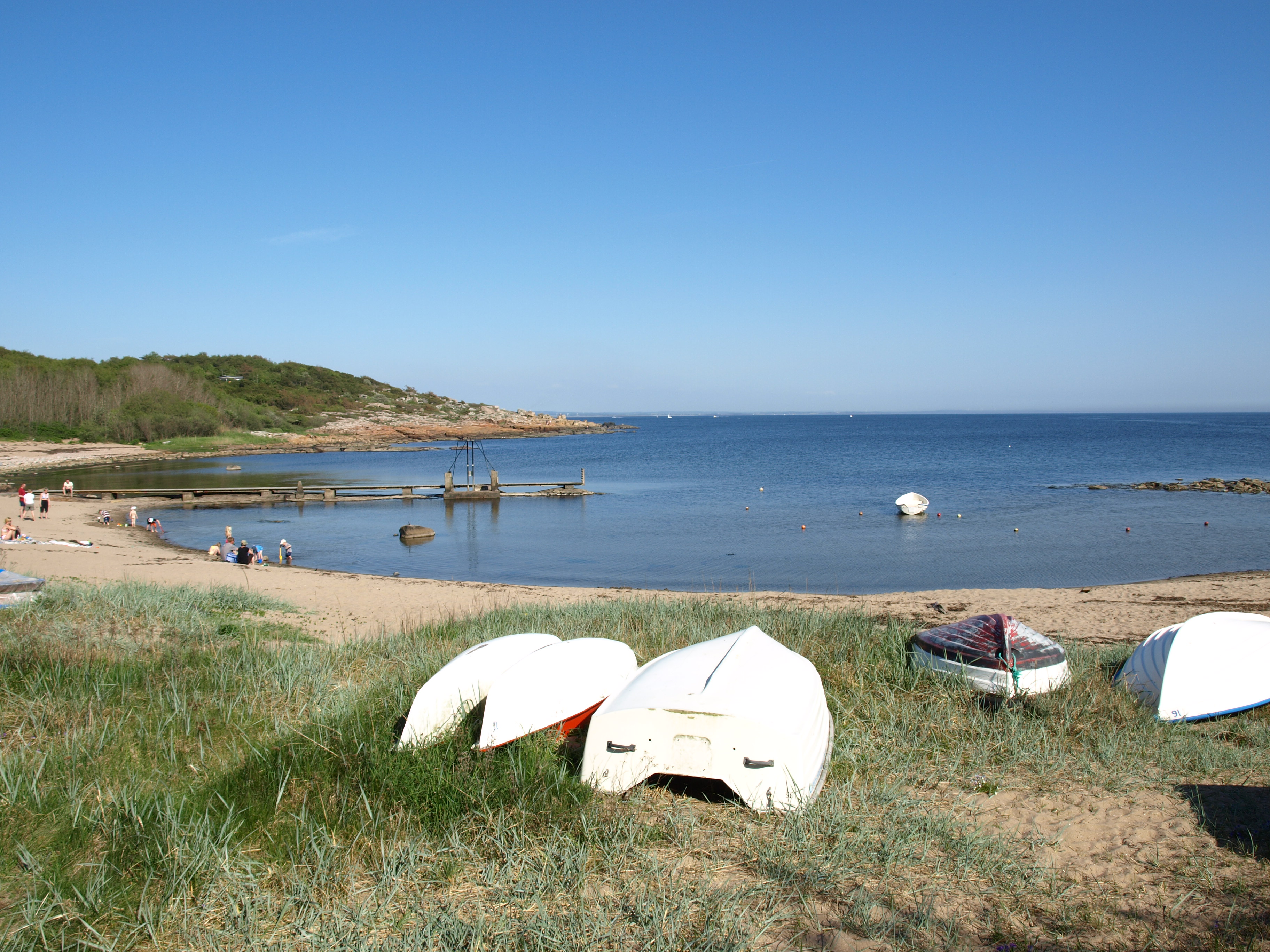
Båtar upplagda på stranden. T.v. skymtar Svärjareberget.
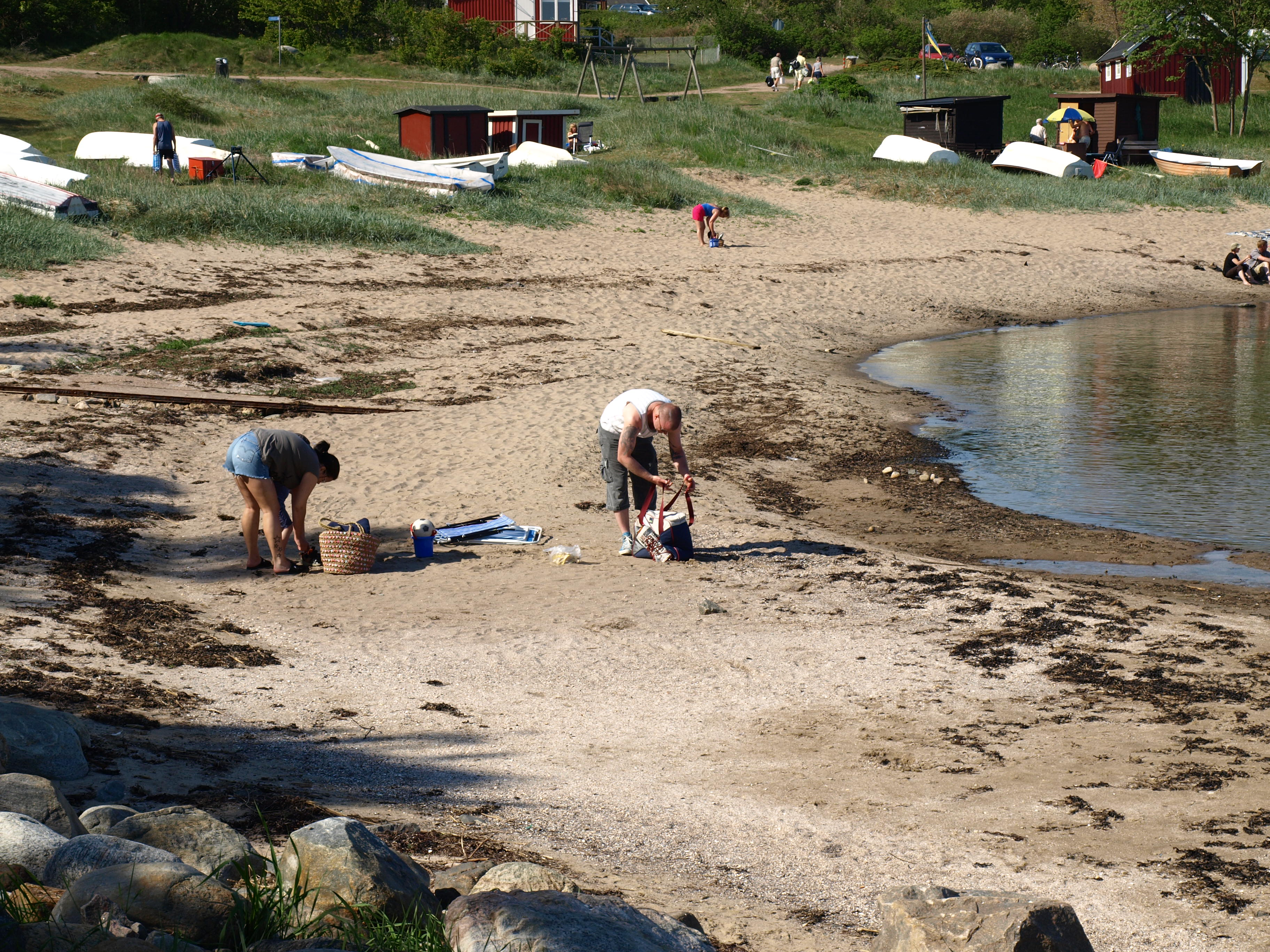
Badgäster på väg hem.
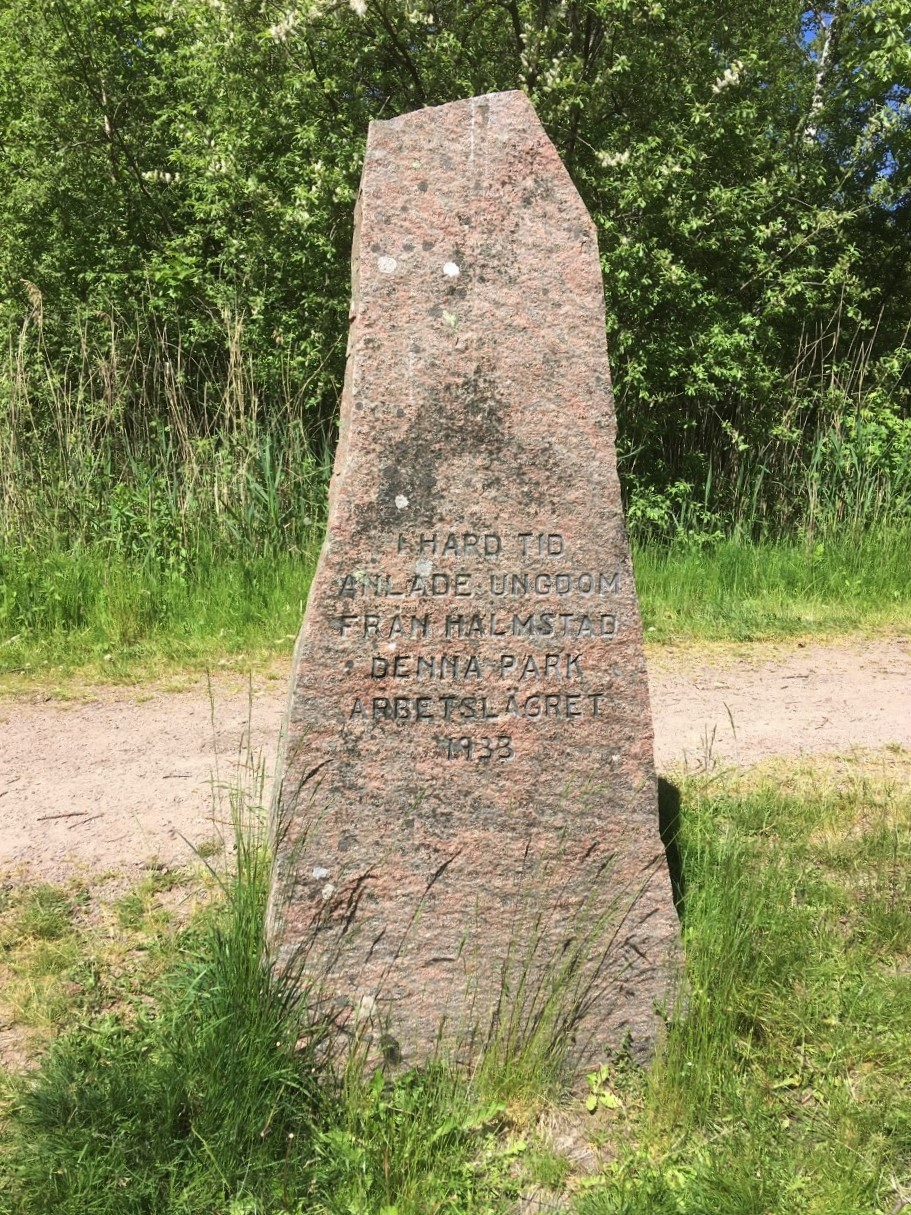
Minnessten i Rhododendronparken.